# Ain Tassat
Ain Tassat est une fontaine publique tunisienne située en bas de la colline de Sidi Bou Saïd et constituant un monument caractéristique de ce village.
Datant probablement du XIXe siècle, l'eau qui l’alimente vient d’un puits se trouvant au niveau de Dar El Annabi, l'ancien palais d'été du mufti Mohamed El Annabi.